# Uch Sharif

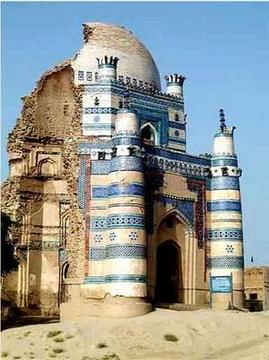
Mausoleo di Bibi Jawindi

Uch o Uch Sharif è una città storica del Punjab, nel Pakistan, anche conosciuta come Alessandria sull'Indo (o "Alessandria in cima al Punjab"). La città aveva una popolazione di 20 350 abitanti al 1998.
Importante città dell'India, si crede che corrisponda ad una città fondata nel 325 a.C. da Alessandro il Grande alla confluenza del fiume Punjab con il fiume Indo.

## Storia
Uch potrebbe essere stata fondata nel 325 a.C. da Alessandro Magno come città di Alessandria sull'Indo (in greco: Ἀλεξάνδρεια ἡ ἐν Ἰνδῷ), secondo l'ufficiale e archeologo britannico Alexander Cunningham.  La città sarebbe stata colonizzata da nativi della regione greca della Tracia, e si trovava alla confluenza del fiume Acesines con l'Indo. Un tempo Uch si trovava sulle rive del fiume Indo, anche se da allora il fiume ha spostato il suo corso, e la confluenza dei due fiumi si è spostata di circa 25 miglia a sud-ovest. 
Il sito dell'ambasciata del Pakistan negli USA descrive la città in questo modo: "Uch Sharif, 75 km da Bahawalpur, è un'antica città. Si crede sia stata fondata nel 500 a.C. Alcuni storici ritengono che la città esistesse addirittura prima dell'avvento di Bikramjit, quando il giainismo e il buddismo erano diffusi in quest'area. All'epoca dell'invasione di Alessandro il Grande, la città era governata dagli indù."
Muhammad bin Qasim conquistò la città e durante il periodo della dominazione musulmana, Uch fu uno dei centri di studio dell'islam in Asia. Qui sono presenti tombe di alcuni famosi mistici sufi, tra cui si distingue la tomba di Syed Jalaluddin Bukhari e della sua famiglia.

## Il complesso monumentale di Uch
I 17 monumenti funerari piastrellati e le strutture ad essi associate rimangono strettamente legati al tessuto urbano di Uch. I santuari, in particolare le tombe di Syed Jalaluddin Bukhari e della sua famiglia, sono costruiti in uno stile  regionale particolare del Punjab meridionale, con piastrelle importate dalla vicina città di Multan. Queste strutture erano tipicamente tombe a cupola su basi ottagonali, con elementi di architettura militare Tughlaq, come l'aggiunta di bastioni e merli decorativi.
Tre santuari costruiti nel corso di 200 anni sono particolarmente noti e, insieme a 1400 tombe, formano il complesso monumentale di Uch, un sito provvisoriamente iscritto nell'elenco dei siti del patrimonio culturale mondiale dell'UNESCO.
Le inondazioni dell'inizio del XIX secolo hanno causato gravi danni a molte tombe della città, tra cui problemi strutturali e il deterioramento della muratura e delle finiture. Poiché i problemi sono persistiti, il complesso dei monumenti di Uch è stato inserito dal Fondo Mondiale per i Monumenti nell'elenco dei monumenti mondiali del 1998 e di nuovo nel 2000 e nel 2002.  Il Fondo ha successivamente offerto assistenza finanziaria per la conservazione da parte dell'American Express. La Banca Mondiale darà al governo del Punjab 500 milioni di dollari per restaurare i siti religiosi, tra cui la tomba di Bibi Jawindi, Uch Sharif Bahawalpur per il restauro e la valorizzazione.